# Хрисохори
Хрисохори (грч. Χρυσοχώρι) је насељено место у општини Места у периферији Источна Македонија и Тракија, Грчка. Према попису из 2021. године било је 1.711 становника.
Хрисохори је 1913. године имао 532 житеља Турака. Године 1924. турско становништво је принудно исељено у Турску а на њихово место су насељене грчке избегличке породице, којих је на попису из 1928. године било 937. Село се раније звало Органџи.